# 広域処理
広域処理（こういきしょり）とは、災害などが発生した場合に生じた廃棄物を被災地のみでは処理しきれない場合に全国の廃棄物処理施設で処理すること。東日本大震災でも多くの廃棄物が発生しており、その量は岩手県では12年分、宮城県では14年分に達しており被災地の早い復旧のために全国の余力のある自治体への広域処理を要望している。阪神・淡路大震災の兵庫県で発生した廃棄物の約14%が県外で広域処理され、新潟中越沖地震で発生した数十トンの廃棄物が川崎市で処理された。